# Code 93

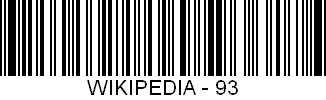
"WIKIPEDIA - 93" encodé en Code 93

Le Code 93 est une symbologie code-barres développée en 1982 par la société Intermec (en) afin d'améliorer les capacités offertes par le Code 39. Parmi ces améliorations, on notera une meilleure densité et une clé de contrôle. Son premier utilisateur fut Postes Canada qui l'utilisa pour l'acheminement du courrier jusqu'en juillet 2007, avant d'adopter le Postnet utilisé aux États-Unis par le United States Postal Service.

## Caractéristiques
Un Code 93 est de longueur variable. Alphanumérique, il permet de codifier les 26 lettres majuscules, les 10 chiffres (0 à 9) ainsi que 8 caractères spéciaux « -, ., espace, *, $, /, +, % », soit au total 44 caractères.